# خليل بعد التعديل (فلم)
خليل بعد التعديل هو فيلم كوميدي مصري من إخراج يحيى العلمي وبطولة محمود عبد العزيز، ليلى علوي، سعاد نصر، حسين الشربيني، نعيمة الصغير ومحمود أبو زيد.

## نبذه
الأستاذ (خليل) الرجل البسيط ذو الطباع القروية البسيطة تأتيه ترقية مفاجئة ليصبح مديراً لبنك ،فتتغير حياته تمامًا في هذا العالم الجديد الذي يدخله بكل متطلباته ,(هالة) سكرتيرته تعمل على تغيير كل عاداته وطريقته وأسلوبه ليتواكب مع منصبه الجديد فيبدأ في الشعور بأنه يحبها و يبدأ في الابتعاد عن عائلته و في نفس الوقت صديقه (كمال) زير النساء يتقدم للزواج منها.

## طاقم العمل
- محمود عبد العزيز بدور خليل إبراهيم
- ليلى علوي بدور هالة
- سعاد نصر بدور زينب زوجة خليل
- حسين الشربيني بدور كمال الزعفراني
- نعيمة الصغير بدور فتحية
- محمود أبو زيد بدور صبحي

## وصلات خارجية
- مقالات تستعمل روابط فنية بلا صلة مع ويكي بيانات